# Vårbergstoppen

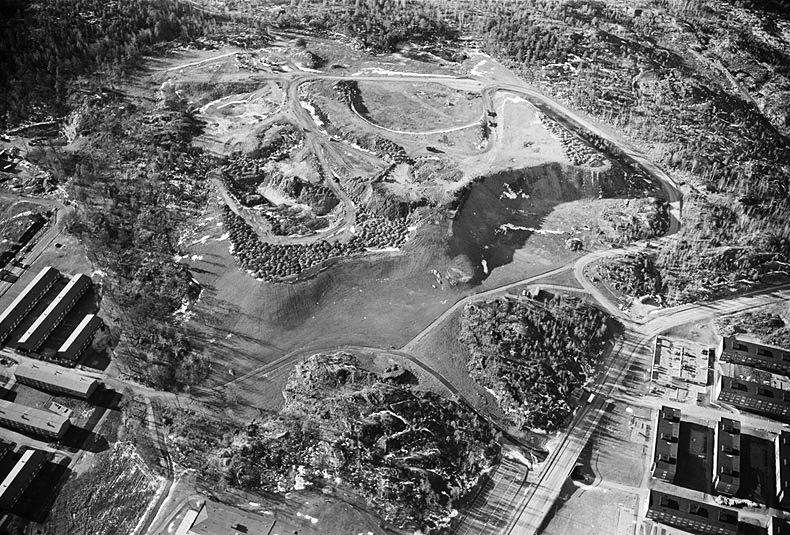
Anläggningsarbetena i november 1971.

Vårbergstoppen, tidigare Vårbergstippen eller lokalt "Tippen", är ett konstgjort berg i Vårberg i Söderort inom Stockholms kommun. Vårbergstoppen byggdes under 1965–1982. Den har en höjd av 90 meter över havet och en diameter på 350 meter. Vårbergstoppen skall inte förväxlas med Vikingaberget, som är beläget cirka 400 meter åt nordväst från Vårbergstoppen.

## Beskrivning

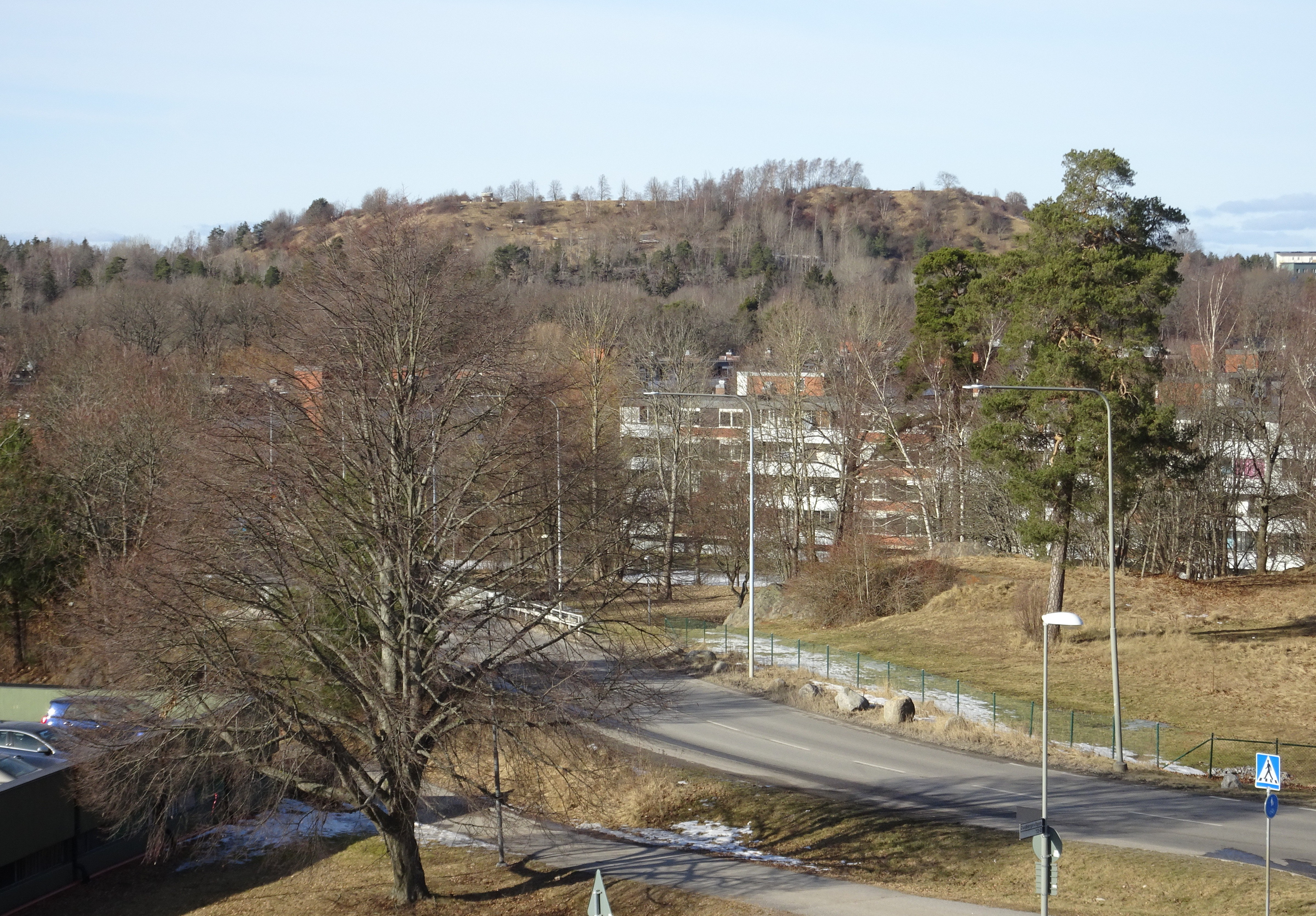
Vårbergstoppen sedd från sydost, 2022.

Toppen initierades av dåvarande stadsträdgårdsmästaren Holger Blom som ville ge det konstgjorda berget en konstnärlig gestaltning. Berget är uppbyggd av 2,2 miljoner m3 spräng- och schaktmassor från huvudsakligen tunnelbanebygget och under 1960- och 1970-talen anlagt i U-form med två höjder kring en amfiteater-liknande krater, den så kallade "grytan". Grytan är öppen mot norr och dess botten har en diameter på 100 meter, där finns en cirkelrund plattlagd gångstig. Grytan var tänkt från början som en scen för utomhusevenemang, men de föreställningar som har hållits har ägt rum nedanför den östra sluttningen. 
En parkväg leder besökaren mot toppen genom en mjuk slingrande och stigande sluttning. Det finns gott om bänkar att vila på. I början, när toppen var ny, brukade Vårbergs scoutkår ordna valborgsmässoeld där uppe. Vårbergstoppen är en omtyckt plats för rekreation. Vid klart väder ser man Stockholms city och en stor del av Söderort. Från södra höjden har man en god vy över Mälaren. Vårbergstoppens landskapspark är del av ett stort grönområde som sträcker sig i öst-västlig riktning i stadsdelens södra ände.
Vid foten av Vårbergstoppen ligger Vårbergs sjukhem som ritades 1967 av arkitekt Ervin Pütsep.

### Bilder, Vårbergstoppen

Vårbergstoppens natur
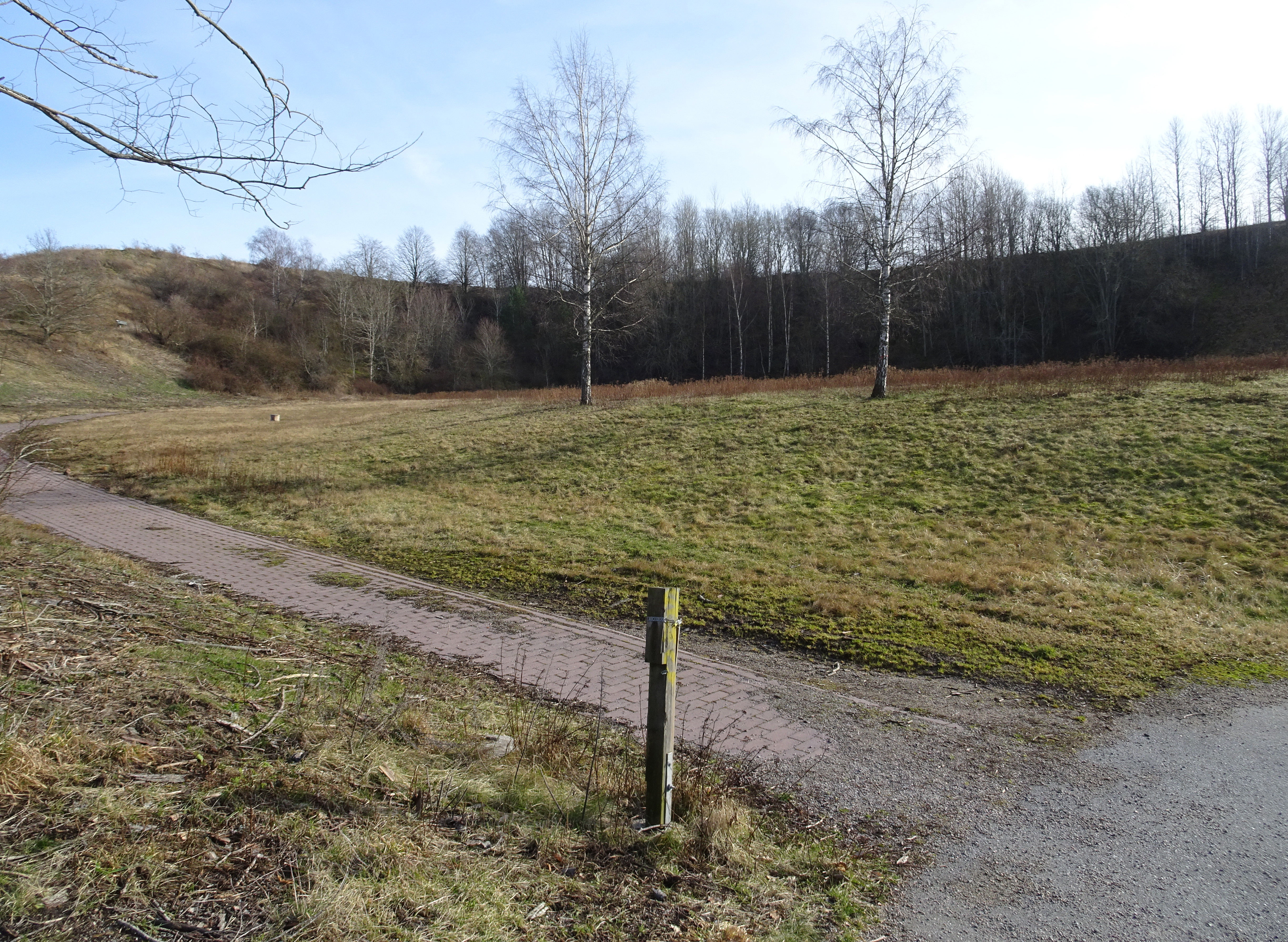
Vårbergstoppens "Gryta".
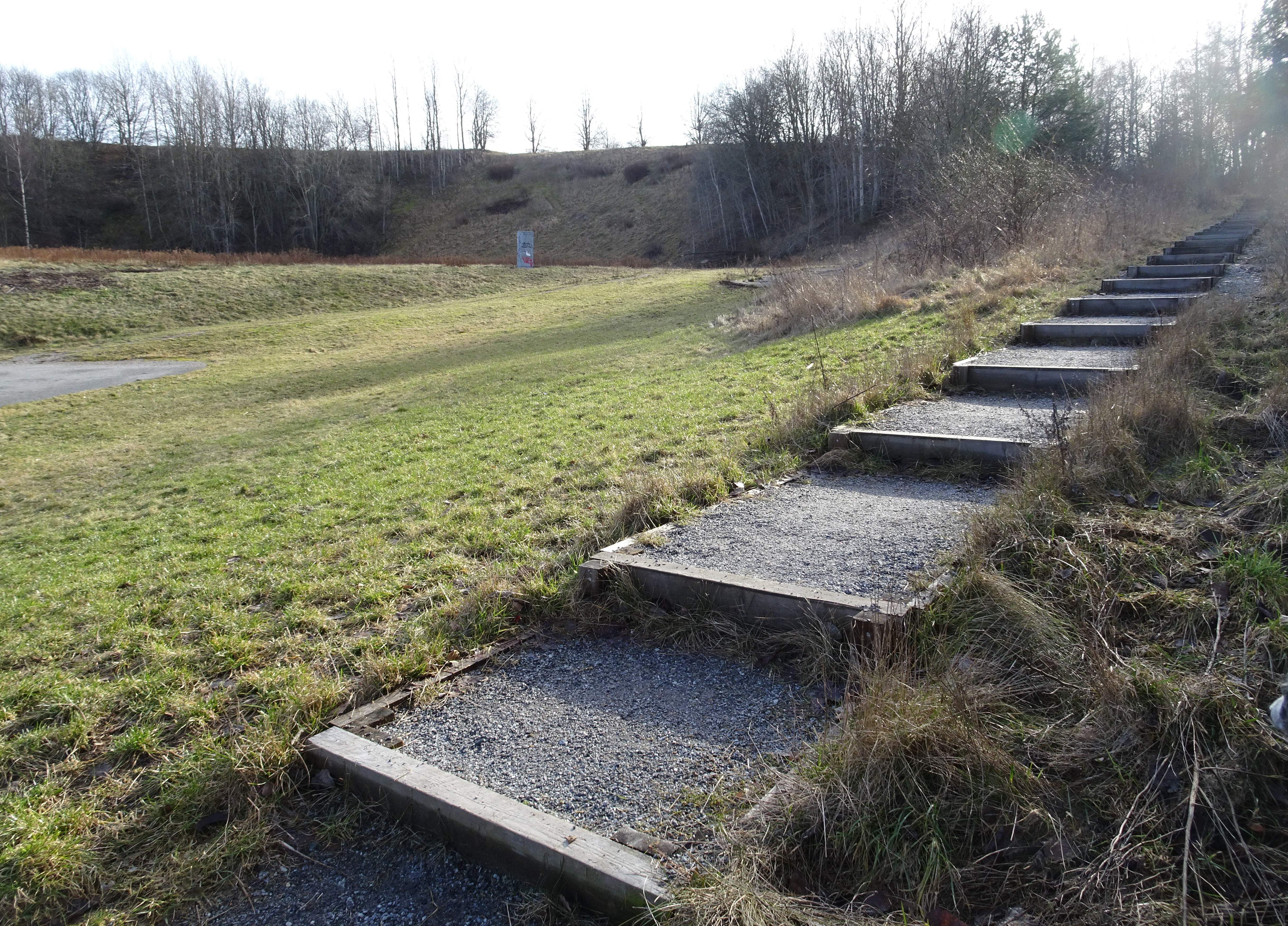
"Grytan" till vänster och långa trappan.
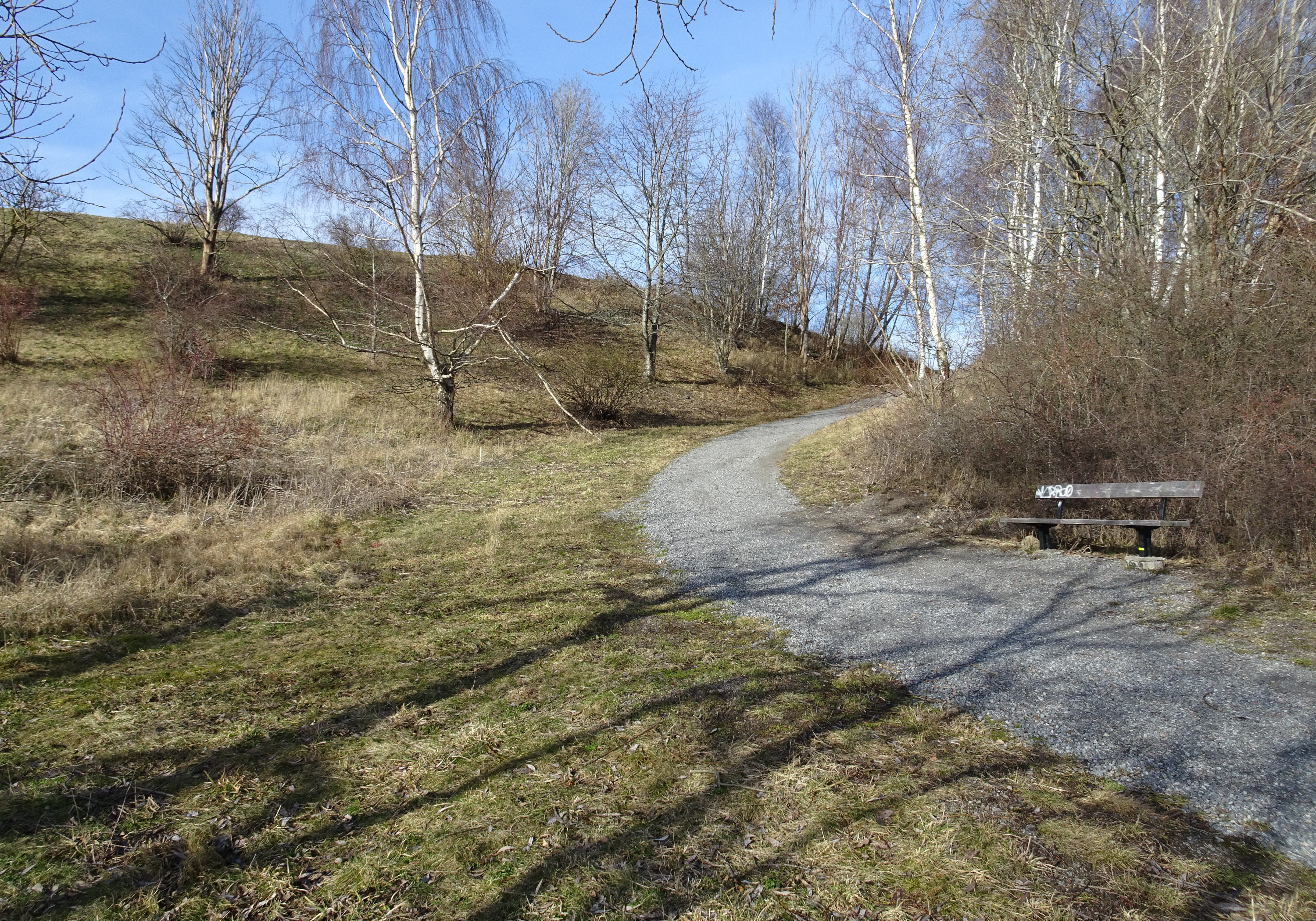
En mjuk slingrande parkväg leder upp till toppen.
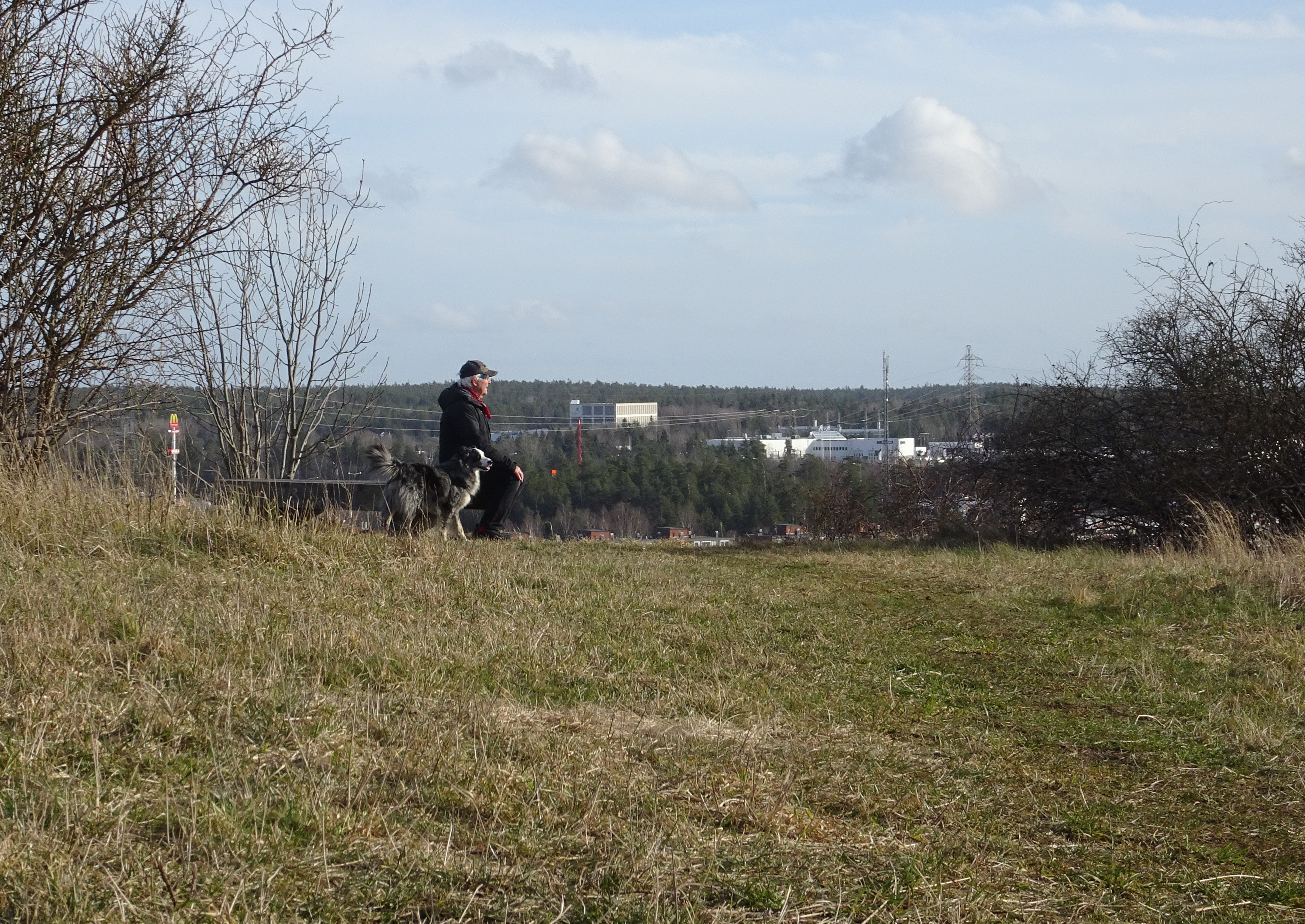
På södra toppen.

Vy från Vårbergstoppen
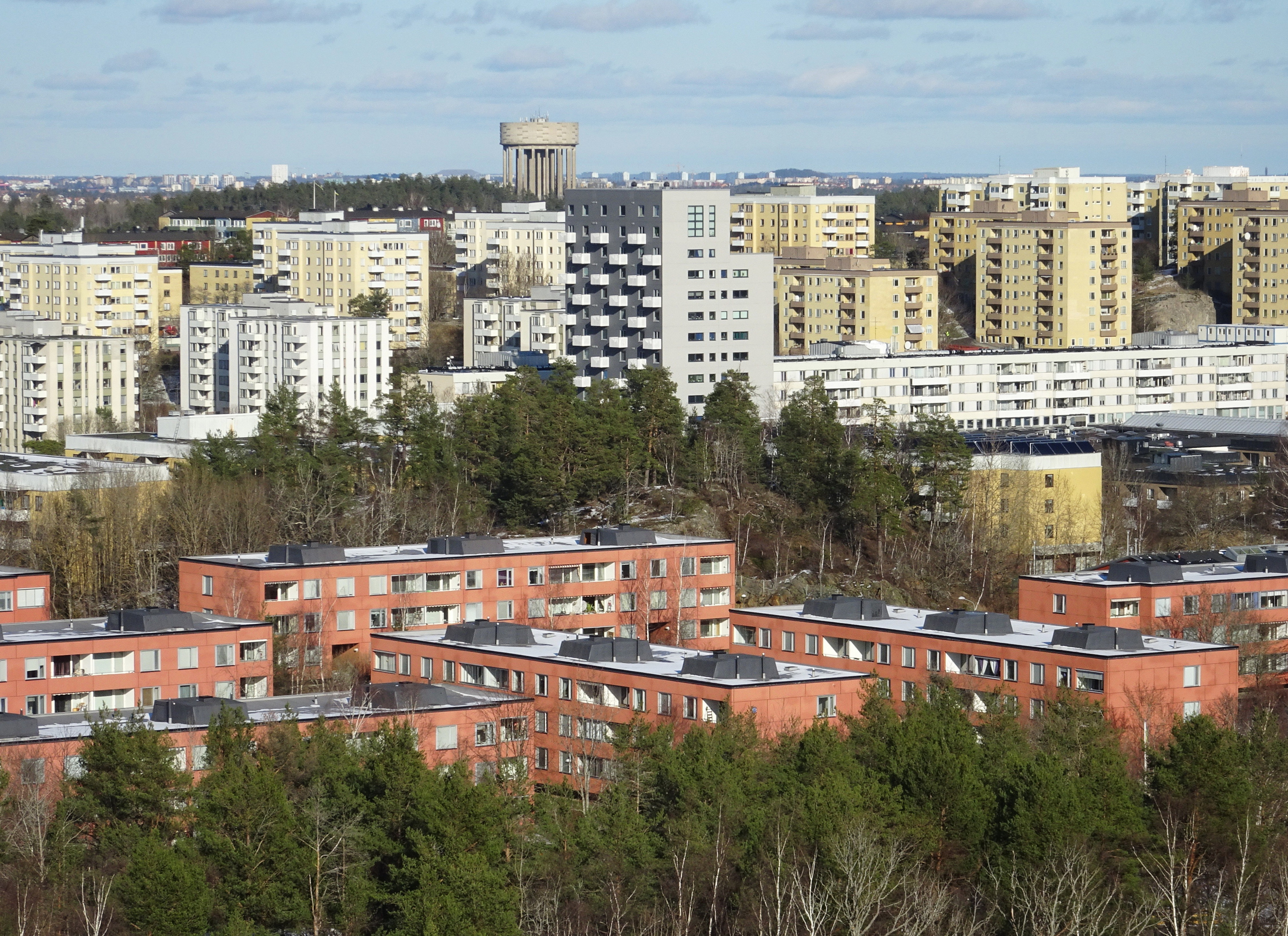
Vårberg med Sätra vattentorn i fonden
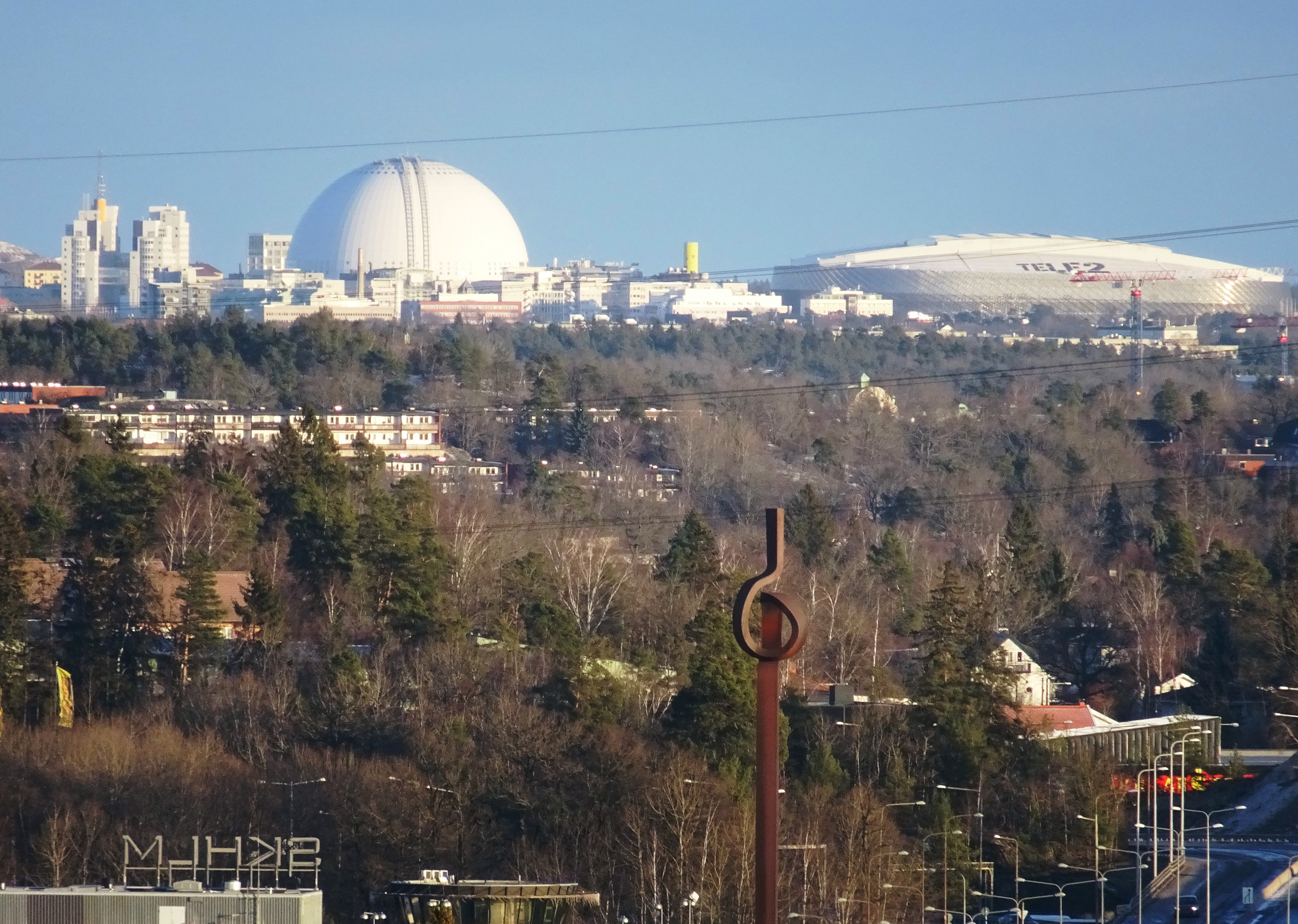
Globen, Tele2 Arena och skulpturen Vridande moment
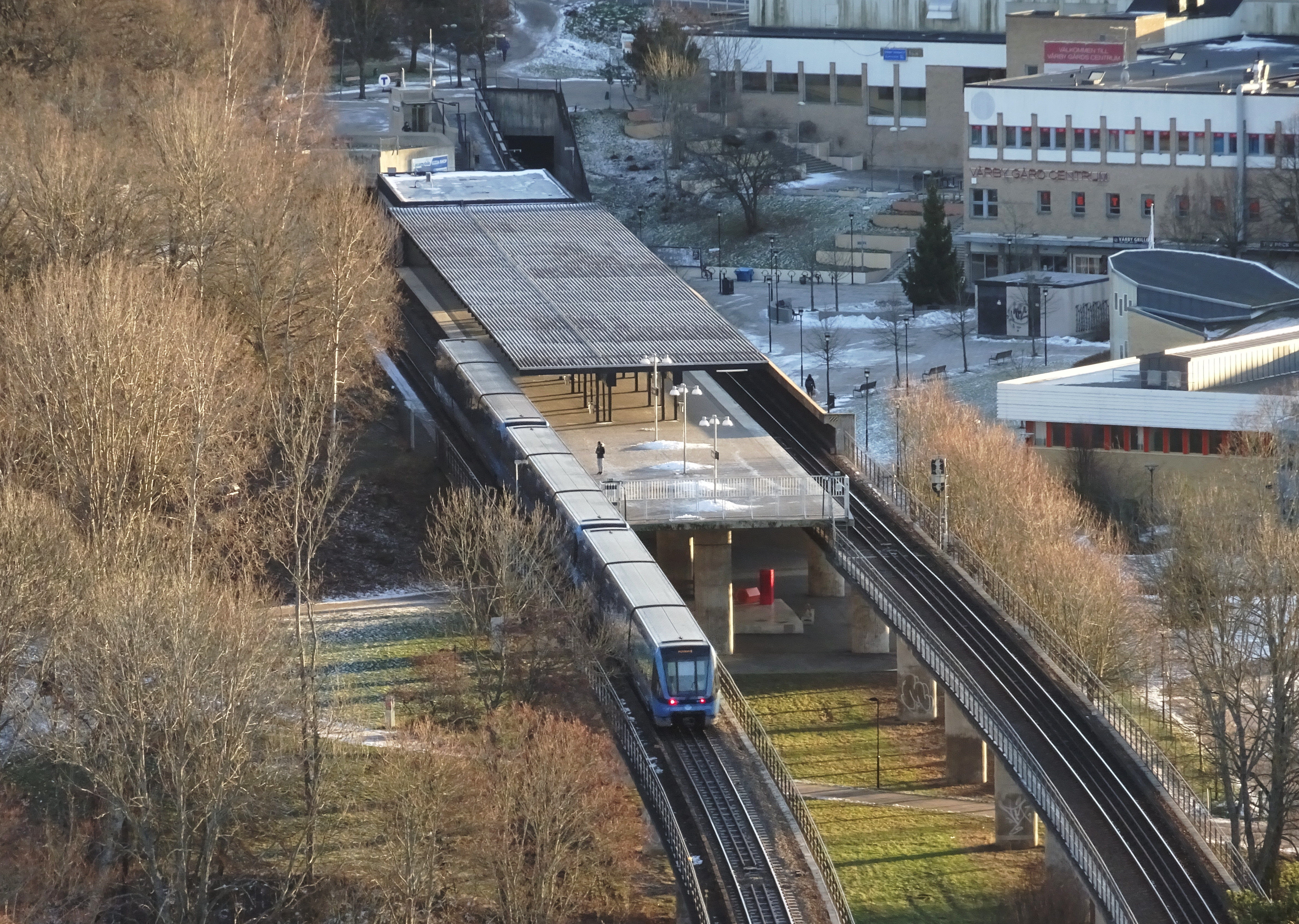
Vårby Gårds tunnelbanestation
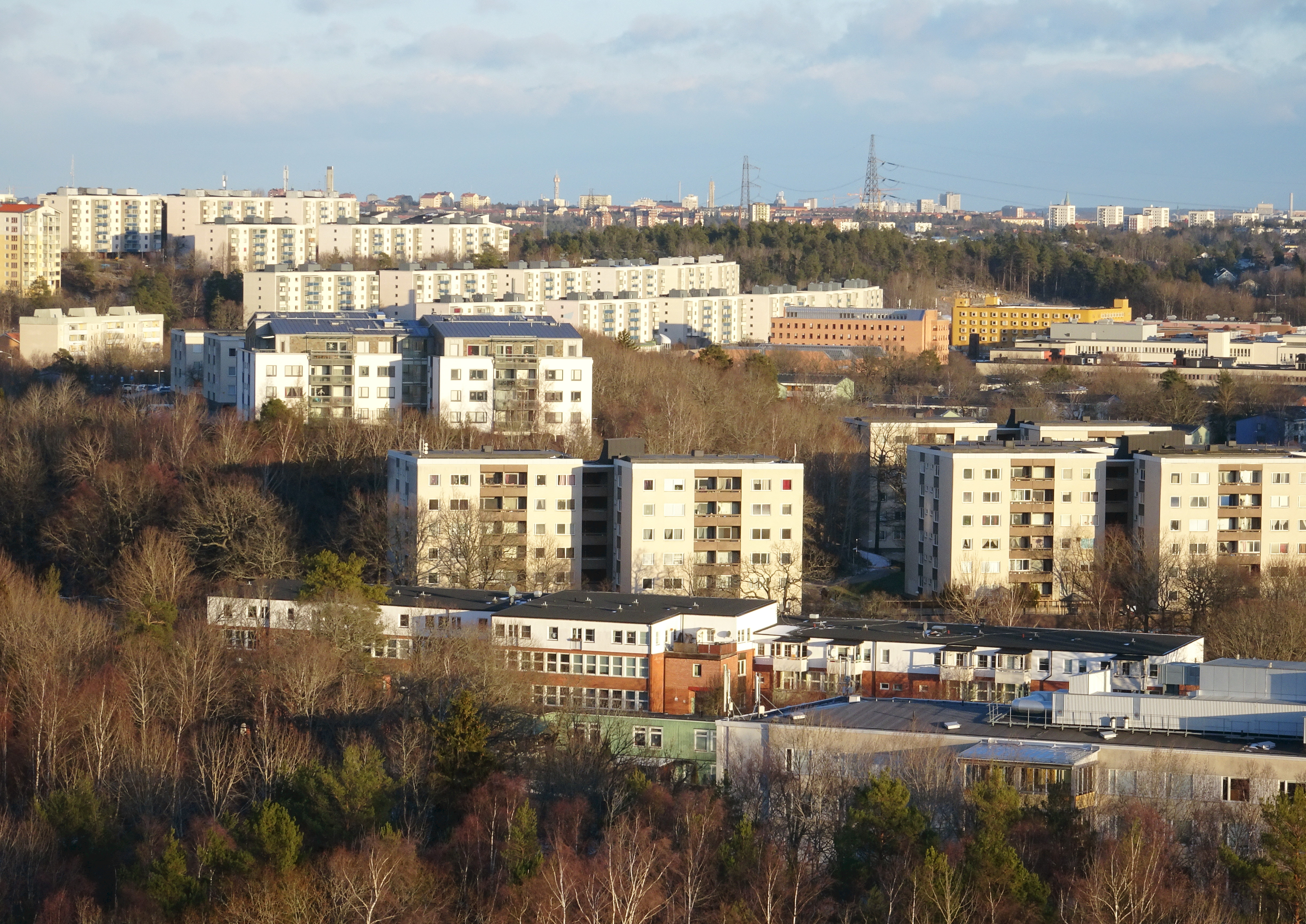
Skärholmen med Gula huset

## Vårbergstoppens stadspark
Stockholms stad låter för närvarande (2019-2021) upprusta Vårbergstoppen som skall förvandlas till en stadspark. Under januari 2019 placeras 70 holkar ut som är anpassade till olika fågelarter, även holkar för fladdermöss och fjärilar sattes upp. I november samma år började anläggningsarbetena för en ny stadspark. Det skall finnas småbarnslek, lek för de något större barnen, utegym, fågelskådningsplats med torn, grillplatser, sagoskog och "fler överraskningar". För utformningen stod Land Arkitektur (de båda lekplatserna), Tyréns (belysning samt parkens övriga delar) och arkitekterna Moa Andrén och Tove Fogelström (utsiktstorn samt klotfamiljen).
Vårbergstoppens stadspark nominerades tillsammans med nio andra finalister till Årets Stockholmsbyggnad 2021. Juryns kommentar:
| ” | En ny stadspark i Stockholms ytterstad som bidrar till att höja värdet av denna landskapsarkitektur, både funktionellt och kulturellt. Den erbjuder rofylldhet, utblickar och samvaro och är anpassad till den branta terrängen. Det är ett inspirerande projekt som lockar till lek, rörelse och kontemplation för både barn och vuxna. De gedigna materialen associerar till både miljonprogrammets robusta arkitektur och till samtida nytänkande. | „ |

### Bilder, Vårbergstoppens stadspark

Vårbergstoppens ombyggnad till stadspark
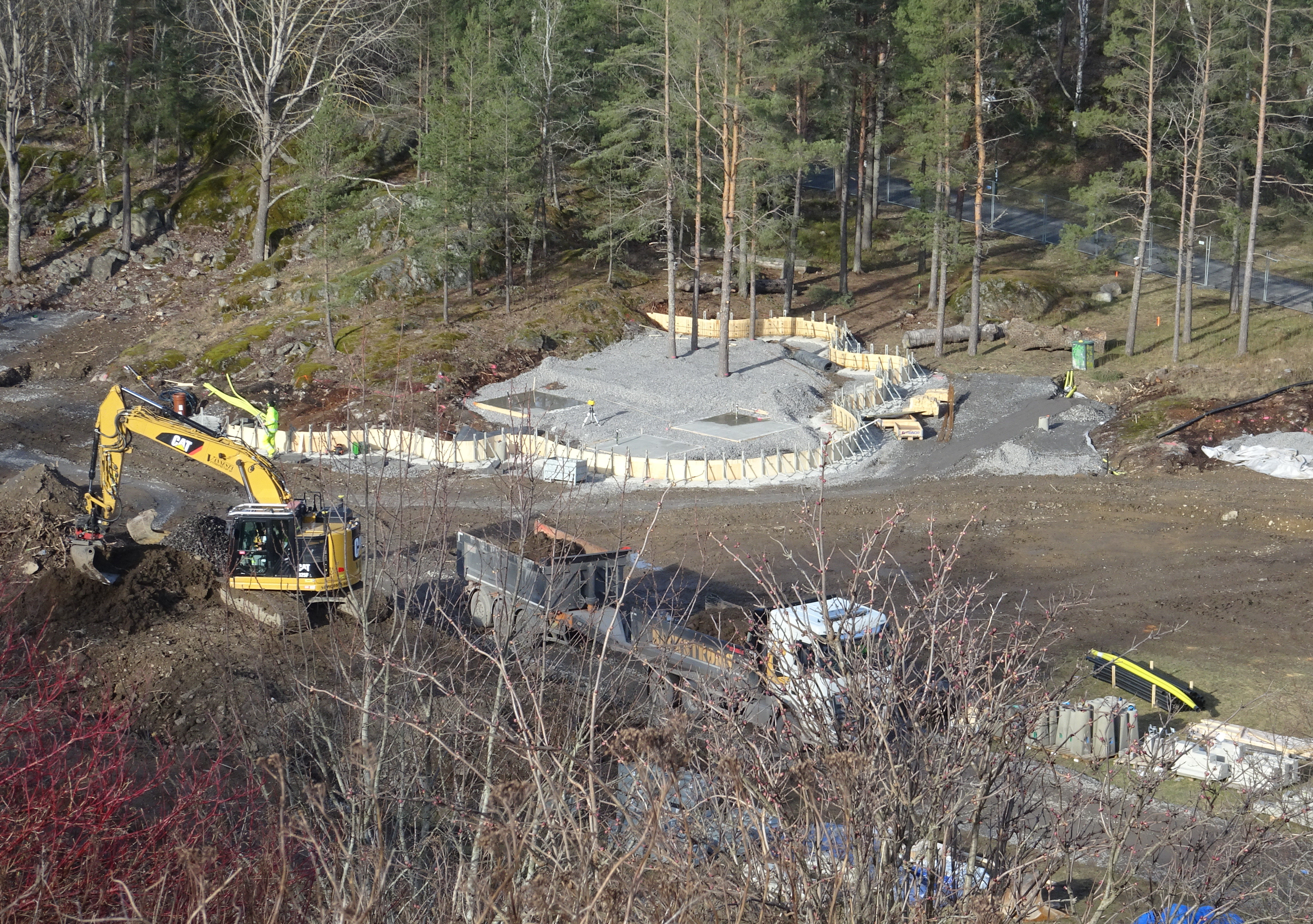
Arbetena med stadsparken i entréområdet, mars 2020.
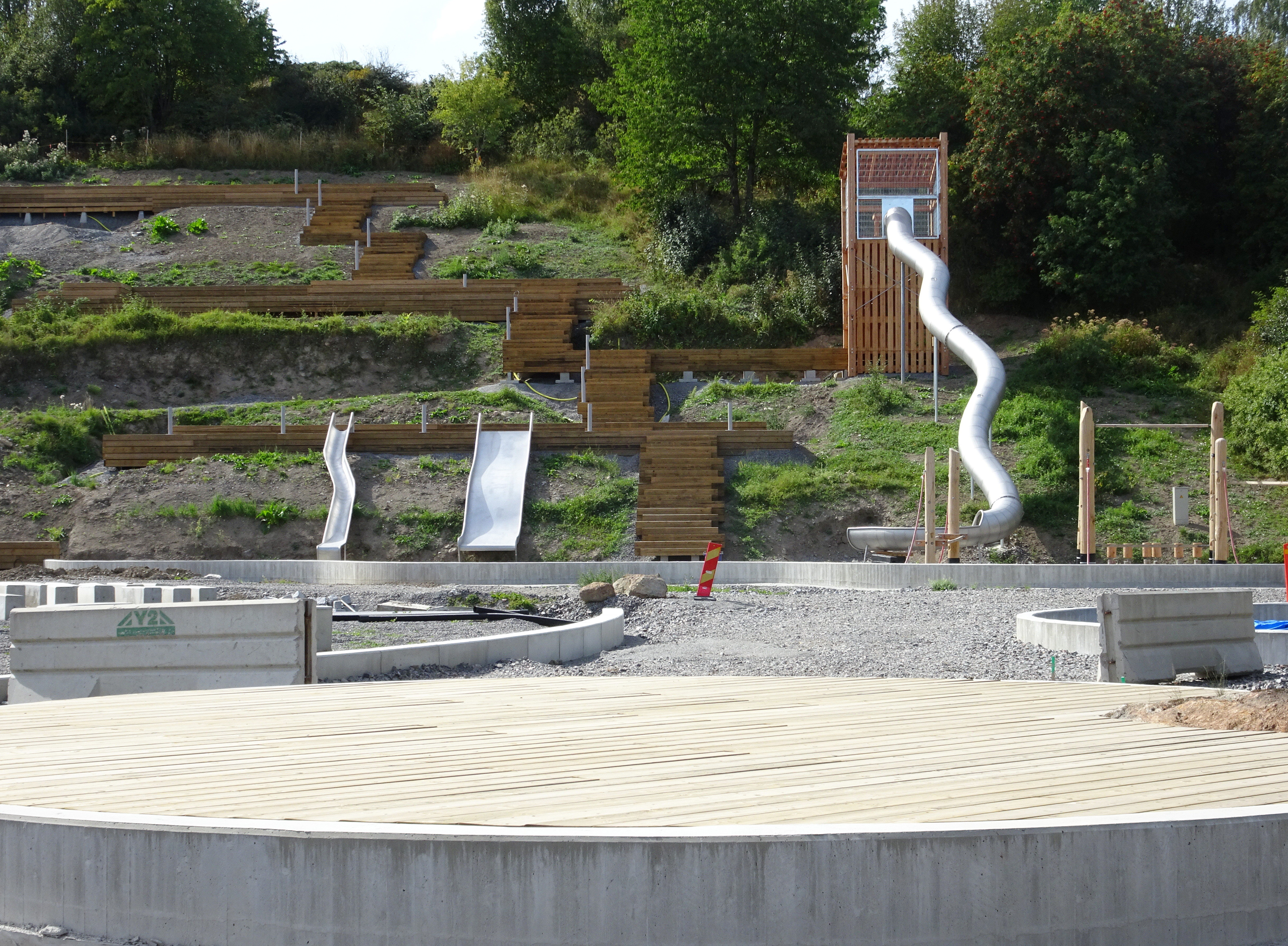
Nya rutschkanor, augusti 2020.
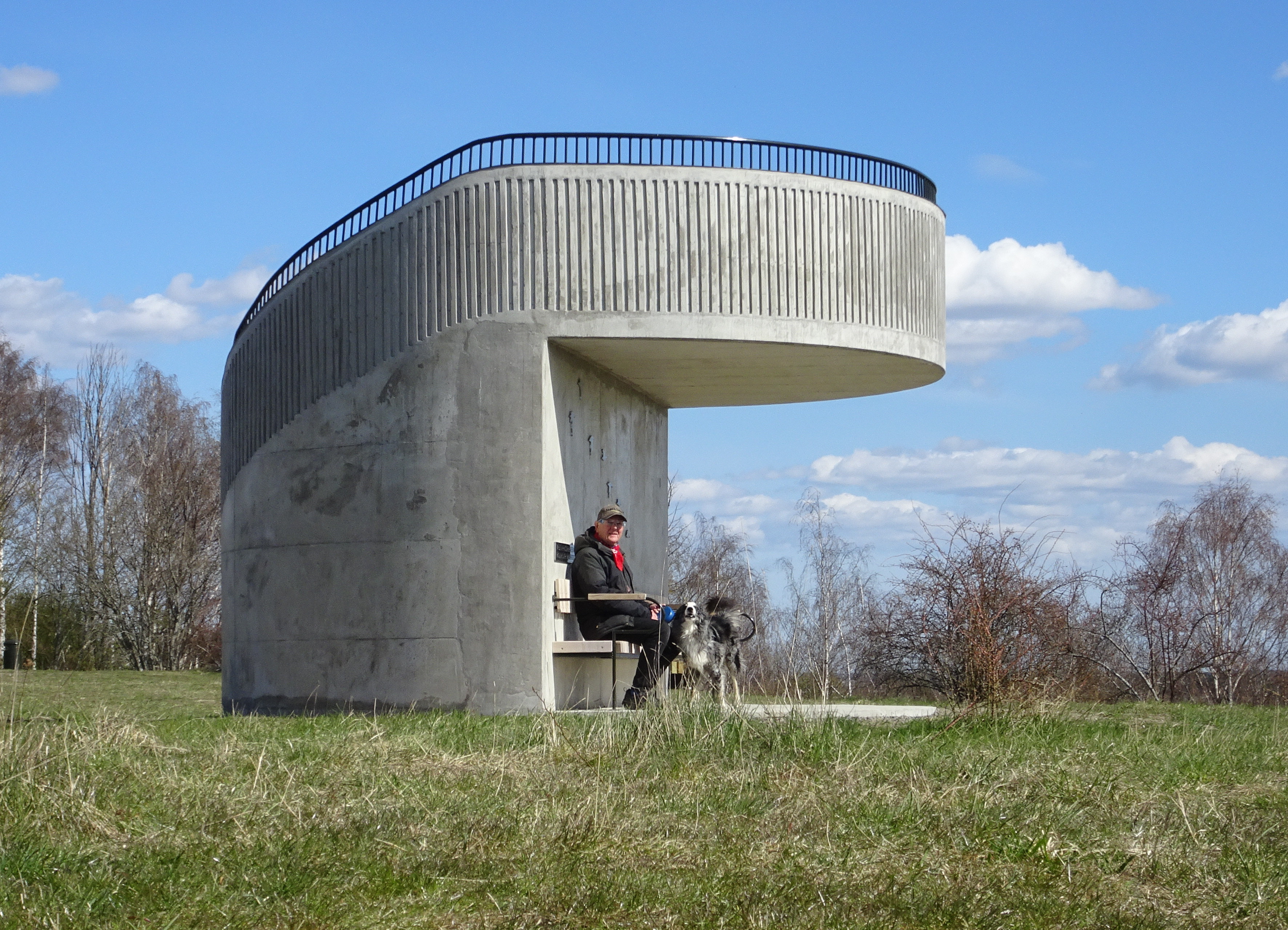
Nytt utsiktstorn på södra toppen, april 2021.
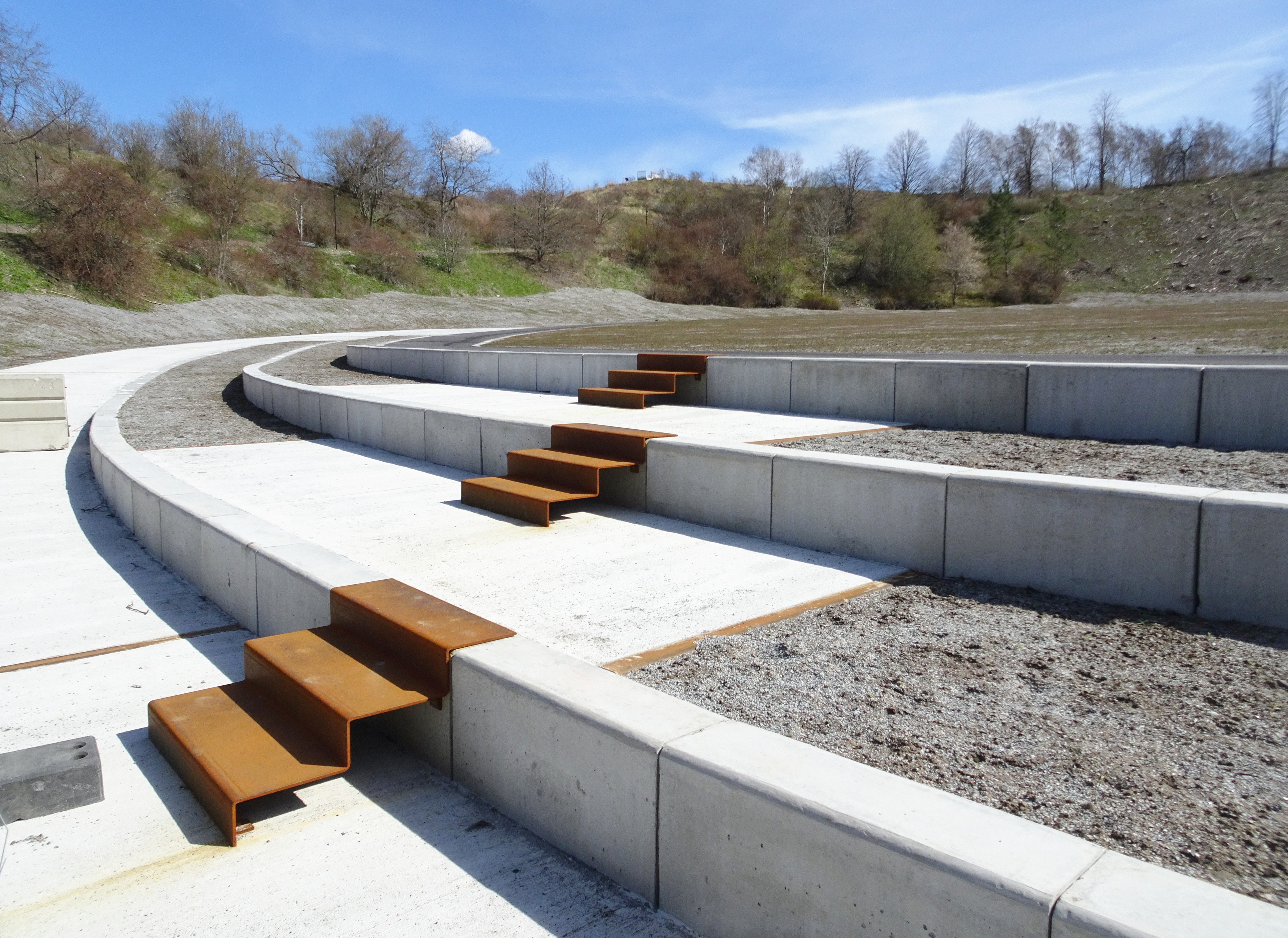
"Grytan" under upprustning, april 2021.

Vårbergstoppens stadspark
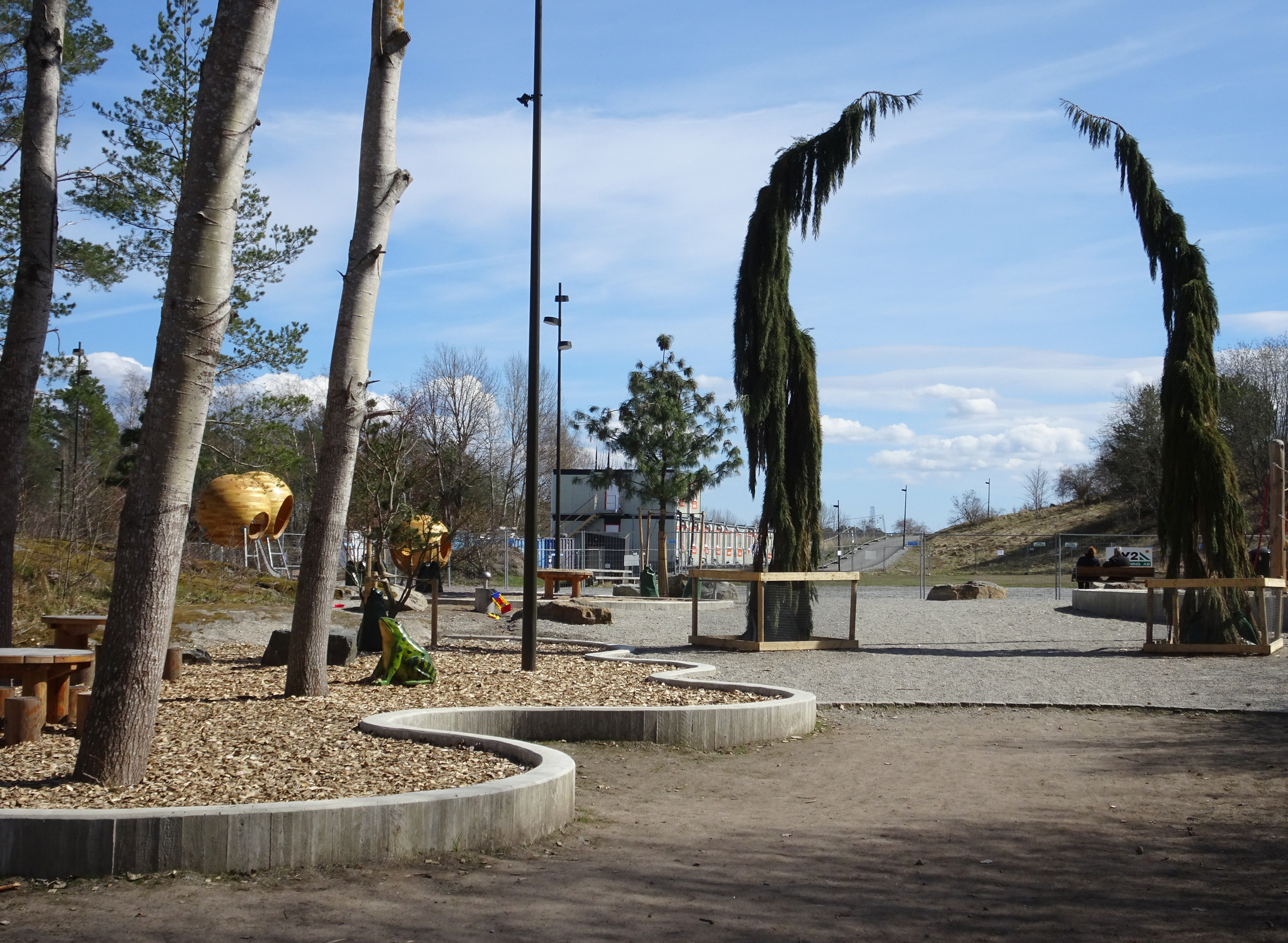
Entré till äventyrsparken, april 2021.
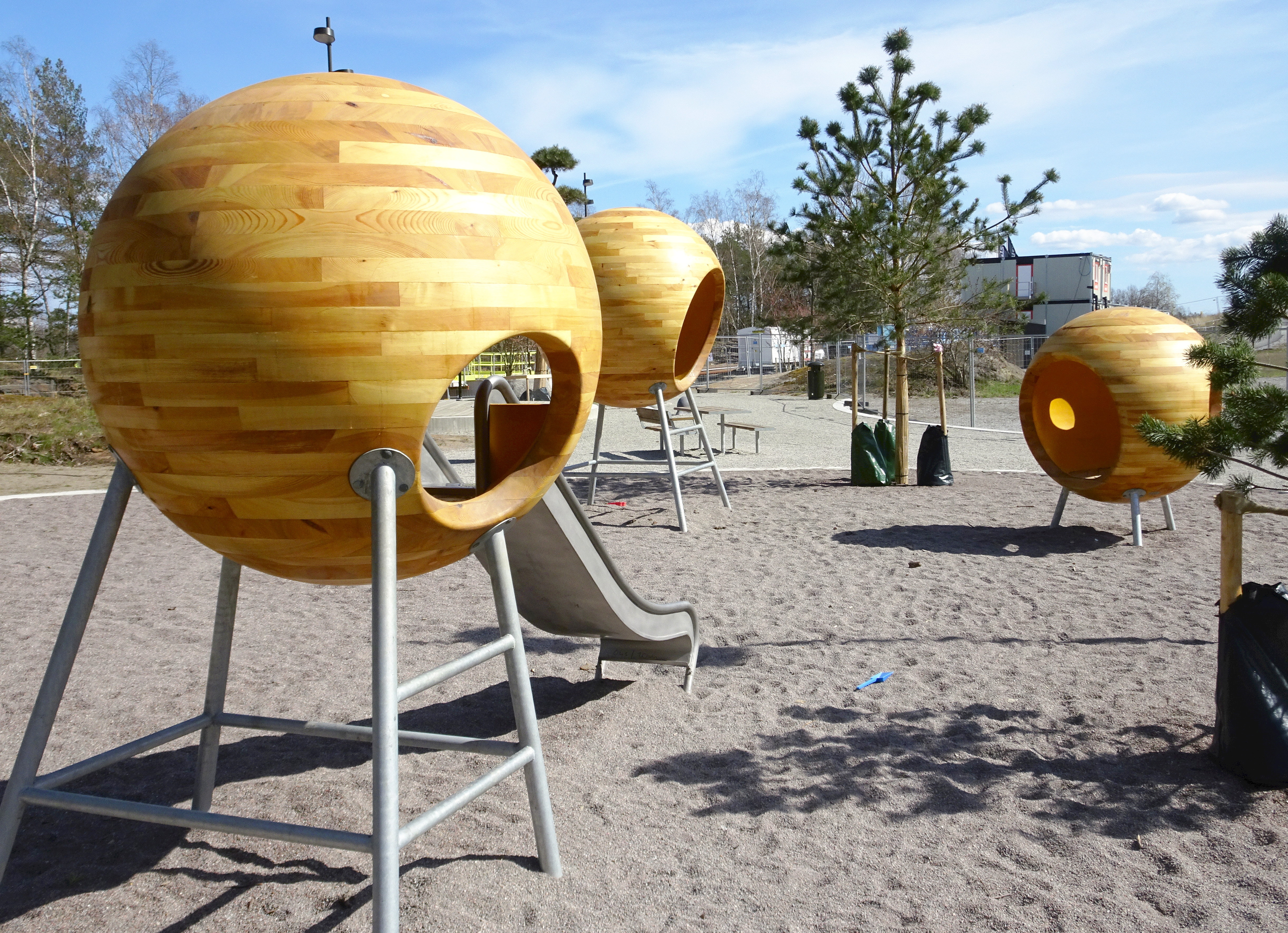
Lekklot i äventyrsparken, april 2021.
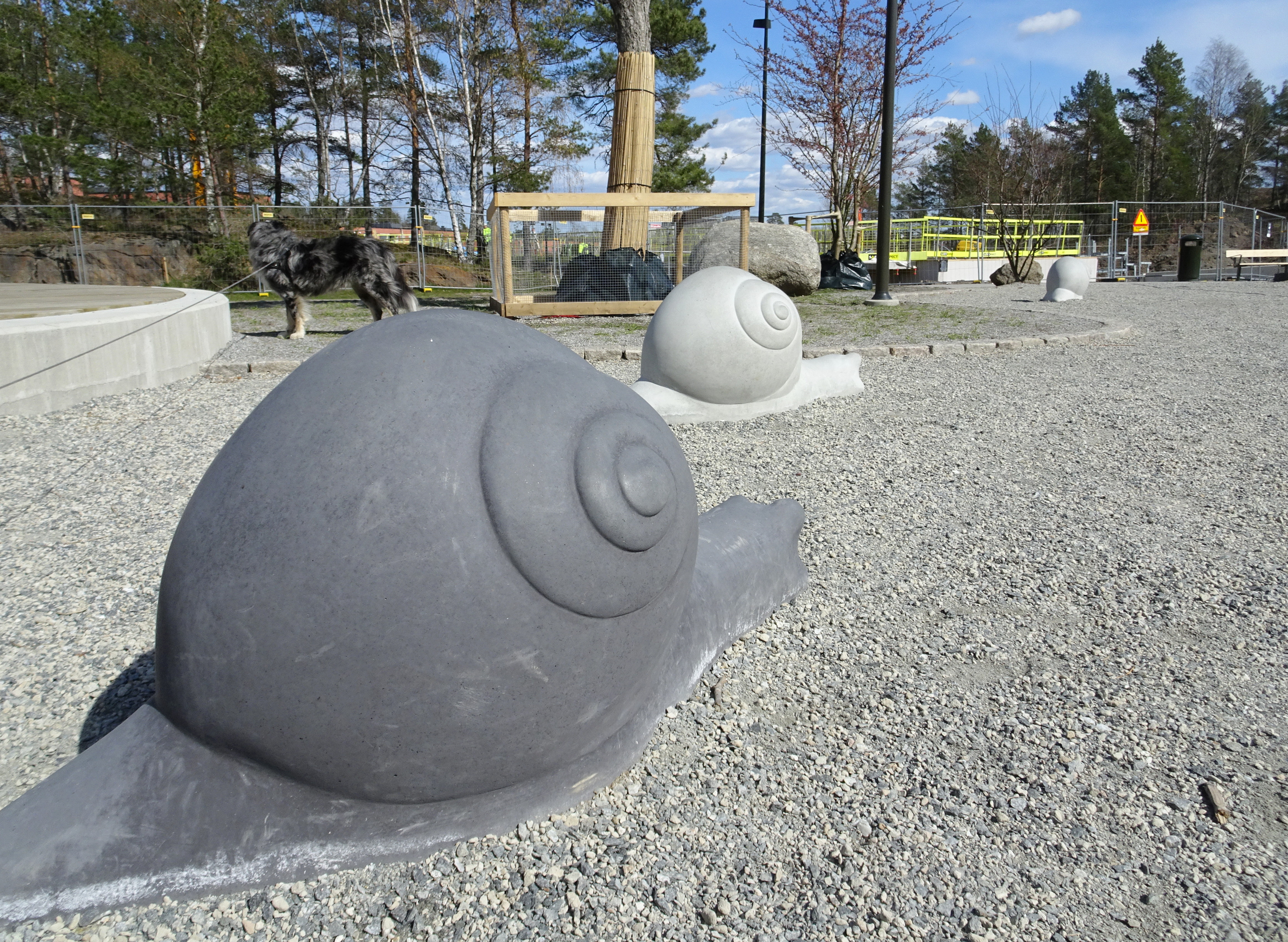
Snigelskulpturer, april 2021.
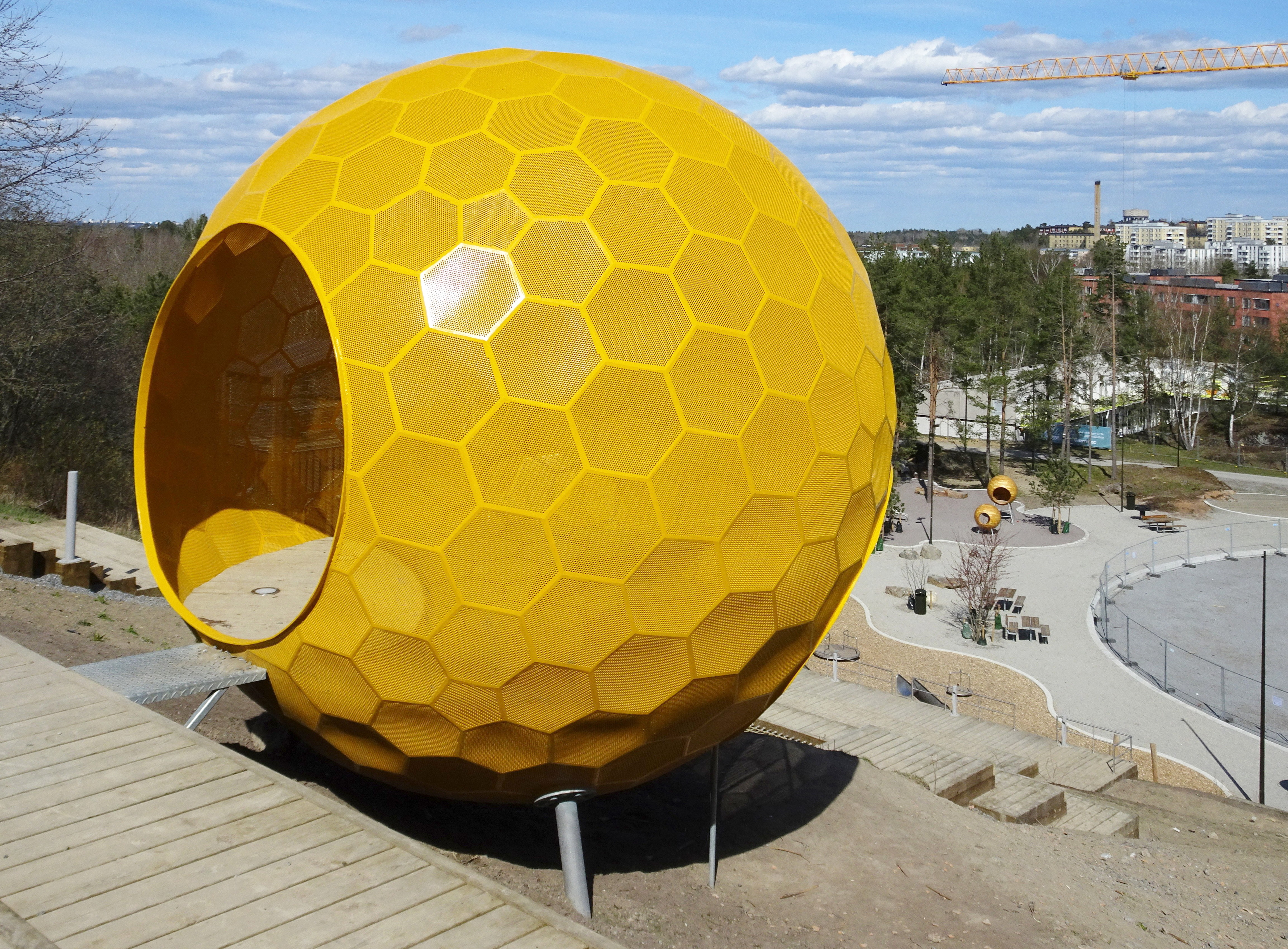
Gula klotet, april 2021.